# Oeiras do Pará
Oeiras do Pará este un oraș în Pará (PA), Brazilia.